# Мидвеј (округ Бакстер, Арканзас)
Мидвеј (енгл. Midway, Baxter County) насељено је место без административног статуса у америчкој савезној држави Арканзас.

## Демографија
По попису из 2010. године број становника је 1.084.
| Група             | 2000.    | 2010.         |
| Белци             | 0 (0,0%) | 1.015 (93,6%) |
| Афроамериканци    | 0 (0,0%) | 1 (0,1%)      |
| Азијати           | 0 (0,0%) | 3 (0,3%)      |
| Хиспаноамериканци | 0 (0,0%) | 37 (3,4%)     |
| Укупно            | 0        | 1.084         |